# 卡爾·曼海姆
卡尔·曼海姆（Karl Mannheim，1893年3月27日—1947年1月9日）是一位猶太裔社會學家，生於匈牙利。他影響了二十世紀上半葉的社會學領域，是經典社會學和知識社會學的創始人之一。

## 生平
他出生于匈牙利首都布达佩斯的一个纯犹太人的中产阶级家庭，父親為匈牙利籍，母親是德國籍。从1912年起，他先后就读于布达佩斯和柏林的几所大学，曾师从德国著名哲学家、社会学家格奥尔格·齐美尔。此后他辗转求学于弗莱堡、海德堡和巴黎。
他参加“社会科学会”后，从中受到具有实证主义精神的社会科学学术环境的熏陶，1915年后，他开始积极投身于以捷爾吉·盧卡奇为中心的“人文科学自由研究学派”的活动，并于1918年以一篇《对认识论的结构分析》的论文获得博士学位。
1920年，他因政治原因逃亡到海德堡，并得到德国著名文化－历史社会学家阿尔弗雷德·韦伯的支持，开始以知识和知识分子在社会变革中的作用和意义作为研究的重心。1922年他以德文出版了博士学位论文《对认识论的结构分析》，随即又先后撰写发表了一批专门论述社会学和知识社会学方面的著述：《知识社会学问题》（1925）、《保守主义思想》（1927）、《竞争在精神领域之中的意义》（1928）、《意识形态与乌托邦》（1929）。同年他离开海德堡去法兰克福大学，接替弗兰茨·奥本海默任该校社会学和经济学的教授。
1933年納粹黨執政後，他被革去大學教席，被迫流亡英国，在倫敦政治經濟學院擔任社會學講師。他於1947年在英國倫敦逝世。